# Ал-Фаргани
Абу-л-Аббас Ахмад ибн Мухаммад ибн Касир ал-Фаргани е сред най-видните арабско-персийски астрономи от ІХ век, известен също като Алфраганус или Алфергани.
Ал-Фаргани е известен със своите приноси за математиката и географията. Освен това е един от съоснователите на представата, че планетата Земя е кръгла, а не плоска.

## Биография
Роден е през 790-те години във Фергана (днешен Узбекистан). Между 833 и 857 Ал-Фаргани пише най-известното си съчинение „Астрономически елементи за небесното движение“ – компетентно описание на Птолеемевия Алмагест. На базата на астрономическите изследвания на Птолемей и по-нататъшни наблюдения на планетите той прехвърля прецизните движения на звездите върху планетите. Книгата, преведена на латински през 12 век и преиздавана няколко пъти, оказва значително влияние на европейската астрономия преди Региомонтанус и е едно от най-известните съчинения по астрономия до 15 век.
Умира през 860-те година в Египет.

## Признание
- Лунният кратер Ал-Фаргани е наречен на негово име.